# لافلین (میزوری)
لافلین (به انگلیسی: Laflin) یک منطقهٔ مسکونی در ایالات متحده آمریکا است که در شهرستان بالینگر، میزوری واقع شده‌است. لافلین ۱۲۲ متر بالاتر از سطح دریا واقع شده‌است.